# Natalie Hinds
Natalie Hinds (ur. 7 grudnia 1993) – amerykańska pływaczka specjalizująca się w stylu dowolnym.
Na igrzyskach olimpijskich w Tokio w 2021 roku wraz z Eriką Brown, Abbey Weitzeil i Simone Manuel zdobyła brązowy medal w sztafecie 4 × 100 m stylem dowolnym. 